# Burg Sankt Ilgenhain
Die Burg Sankt Ilgenhain ist eine abgegangene Höhenburg in unmittelbarer nördlicher Nähe der Kleinstadt Neustadt an der Orla im Saale-Orla-Kreis in Thüringen.

## Geschichte
Die ehemalige Burganlage stammt aus dem hohen Mittelalter, berichtet man. Ihre Überreste wurden 1889 von interessierten Bürgern untersucht. Man fand einen Brunnen, Mauerreste von Türmen und Häusern. 1820 waren noch hohe Mauerreste über der Erdoberfläche.
Ein Förster Müller behütete das Bodendenkmal. Er wurde aber von einem sowjetischen Soldaten erschossen, sodass sein Wissen und mögliche Unterlagen verschollen sind. Die Bauern aus der Gegend haben noch bis 1970 Steine abgefahren. Die restlichen Steine sind als Geröll im Umfeld der ehemaligen Burg zerstreut verteilt. Mit geübtem Blick findet man noch das Plateau im Gelände, wo einst die Burg stand.
1998 fand man bei Ausgrabungen links neben einem kleinen Tal Reste eines links und rechts von Mauern umgebenen Burggrabens, was auf eine Zwingeranlage hinweist.